# Aglou
La Aglou o Aglou Plage (en francés: plage d'Aglou) es una localidad del país africano de Marruecos que administrativamente hace parte de la comuna rural de Tnine Aglou, provincia de Tiznit, región de Souss-Massa-Drâa, situada al borde del océano Atlántico, a 15 km de la villa de tiznit.
Su larga playa de arena es más propicia para el surf que para nadar debido a las fuertes corrientes submarinas.
Se localiza específicamente en las coordenadas geográficas 29°46′30″N 09°52′01″O / 29.77500, -9.86694.